# Colón (Buenos Aires)
Pour les articles homonymes, voir Colón.
Colón est une localité argentine située dans le partido de General Alvarado, dans la province de Buenos Aires.

## Démographie
La localité compte 23 206 habitants (Indec, 2010), ce qui représente une augmentation de 8,4 % par rapport au recensement précédent de 2001 qui comptait 21 396 habitants.

## Histoire
L'histoire de la localité commence à la fin du XVIIIe siècle avec l'emplacement du fort Mercedes, sur la rive droite du ravin de Rojas. La première population s'y est développée, composée de soldats et de leurs familles qui, au milieu du XIXe siècle, ont quitté les lieux. En 1873, les habitants de la région voisine, menés par José Villodas, demandent au gouvernement provincial l'autorisation de repeupler l'ancienne colonie. En 1875, la demande est accordée. En 1881, première concession de terrain. Et 1895, première municipalité élective.

## Tourisme
Colón possède un lac artificiel avec son île sur laquelle se trouve un phare (également connu sous le nom de Faro Pampeano), très visité par les touristes et les habitants de la zone d'influence, tels que : Pergamino, Rojas, Wheelwright et Ferré, entre autres. Il est situé au km 275 de la route nationale 8. Jusqu'en novembre 2013, elle possédait un jardin zoologique qui a fonctionné pendant soixante ans1.
L'aire de jeux Pibelandia, avec 75 jeux pour enfants, est située sur la place centrale San Martín, un lieu très fréquenté par les visiteurs de la région les dimanches et jours fériés. Le musée de la ville est situé dans l'ancienne gare ferroviaire General Bartolomé Mitre, où l'on peut voir différents éléments anciens et des photographies. Insérée dans une zone principalement agricole, la ville possède une industrie croissante de machines agricoles, de textiles et de produits alimentaires. Ses rues sont identifiées par des numéros.

## Religion
| Diocèse  | San Nicolás de los Arroyos |
| -------- | -------------------------- |
| Paroisse | María Auxiliadora          |